# Vouzela
Vouzela ist eine Kleinstadt (Vila) und ein Kreis (Concelho) in Portugal mit 1351 Einwohnern (Stand 30. Juni 2011).

## Geschichte
Funde und Ausgrabungen belegen eine vorgeschichtliche Besiedlung des Kreisgebietes. 1336 erhielt der Kreis Lafões, zu dem Vouzela gehörte, erste Stadtrechte durch König D.Dinis. 1436 wurde Vouzela Sitz des Kreises, und löste damit Vila do Banho (heute São Pedro do Sul) ab. Im 16. Jahrhundert kam der Sitz zurück zu Vila do Banho, und der Kreis Lafões wurde geteilt. Neben dem eigenständigen Kreis São Pedro do Sul entstand nun der eigenständige Kreis Vouzela. Nach erneuter Zusammenführung wurden die beiden Kreise 1696 wieder getrennt.
Nach zwischenzeitlich erneuter Zusammenlegung wurden die Kreise 1834 endgültig getrennt, zudem wurde der Kreis Vouzela durch einige 1871 angegliederte Gemeinden deutlich erweitert. Seit den letzten Neuordnungen 1973 besteht der Kreis in seiner heutigen Ausdehnung.

## Verwaltung

### Der Kreis
Vouzela ist Sitz eines gleichnamigen Kreises. Die Nachbarkreise sind (im Uhrzeigersinn im Norden beginnend): São Pedro do Sul, Viseu, Tondela, Águeda sowie Oliveira de Frades.
Mit der Gebietsreform im September 2013 wurden mehrere Gemeinden zu neuen Gemeinden zusammengefasst, sodass sich die Zahl der Gemeinden von zuvor zwölf auf neun verringerte.
Die folgenden Gemeinden (Freguesias) liegen im Kreis Vouzela:

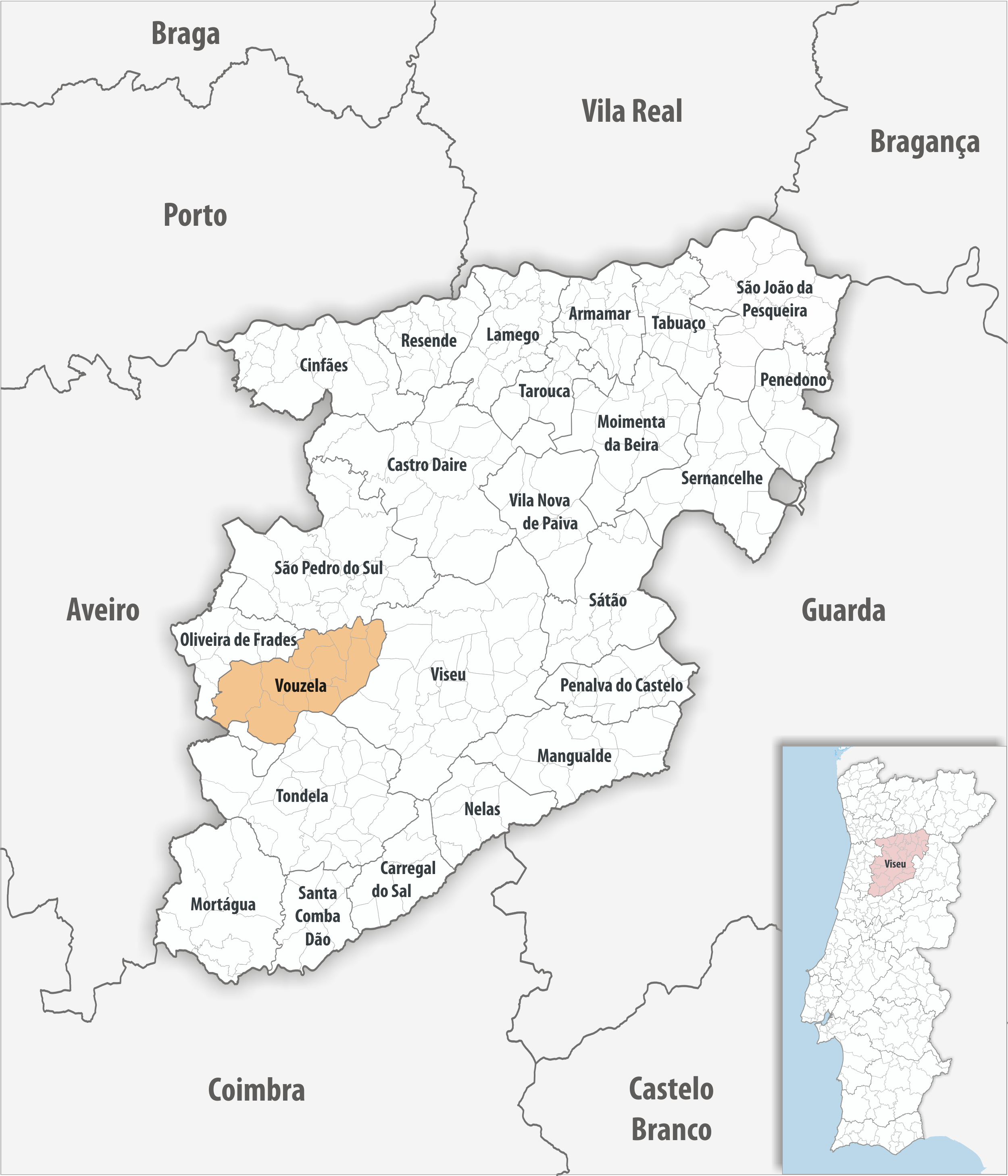
Kreis Vouzela

| Gemeinde                         | Einwohner (2021) | Fläche km² | Dichte Einw./km² | LAU- Code |
| -------------------------------- | ---------------- | ---------- | ---------------- | --------- |
| Alcofra                          | 910              | 28,96      | 31               | 182401    |
| Cambra e Carvalhal de Vermilhas  | 1.362            | 32,61      | 42               | 182413    |
| Campia                           | 1.434            | 39,27      | 37               | 182403    |
| Fataunços e Figueiredo das Donas | 988              | 12,66      | 78               | 182414    |
| Fornelo do Monte                 | 256              | 15,08      | 17               | 182407    |
| Queirã                           | 1.227            | 23,83      | 51               | 182409    |
| São Miguel do Mato               | 808              | 9,00       | 90               | 182410    |
| Ventosa                          | 677              | 18,33      | 37               | 182411    |
| Vouzela e Paços de Vilharigues   | 1.918            | 13,94      | 138              | 182415    |
| Kreis Vouzela                    | 9.580            | 193,68     | 49               | 1824      |

### Bevölkerungsentwicklung
| Einwohnerzahl im Kreis Vouzela (1849–2011) | Einwohnerzahl im Kreis Vouzela (1849–2011) | Einwohnerzahl im Kreis Vouzela (1849–2011) | Einwohnerzahl im Kreis Vouzela (1849–2011) | Einwohnerzahl im Kreis Vouzela (1849–2011) | Einwohnerzahl im Kreis Vouzela (1849–2011) | Einwohnerzahl im Kreis Vouzela (1849–2011) | Einwohnerzahl im Kreis Vouzela (1849–2011) | Einwohnerzahl im Kreis Vouzela (1849–2011) |
| ------------------------------------------ | ------------------------------------------ | ------------------------------------------ | ------------------------------------------ | ------------------------------------------ | ------------------------------------------ | ------------------------------------------ | ------------------------------------------ | ------------------------------------------ |
| 1849                                       | 1900                                       | 1930                                       | 1960                                       | 1981                                       | 1991                                       | 2001                                       | 2011                                       |                                            |
| 7.372                                      | 14.168                                     | 15.164                                     | 15.641                                     | 13.407                                     | 12.477                                     | 11.916                                     | 10.552                                     |                                            |

Der Dólmen da Malhada do Cambarinho ist eine Megalithanlage am 1075 m hohen Berg „Serra do Caramulo“ im Naturpark Penoita in Joana Martins, in Vouzela.

### Kommunaler Feiertag
- 14. Mai

## Verkehr
Vouzela war über seinen Bahnhof des Ramal de Viseu an das landesweite Eisenbahnnetz angeschlossen, seit der Stilllegung der Strecke 1990 sind Bahnhof, Brücke und Loks als Andenken an die Zeit ausgestellt.
Der Ort ist über die Nationalstraße N228 mit der 8 km entfernten Autobahn A25 (hier auch E80) und eigener Abfahrt (Nr. 13) verbunden.
Vouzela ist in das landesweite Busnetz der Rede Expressos eingebunden.

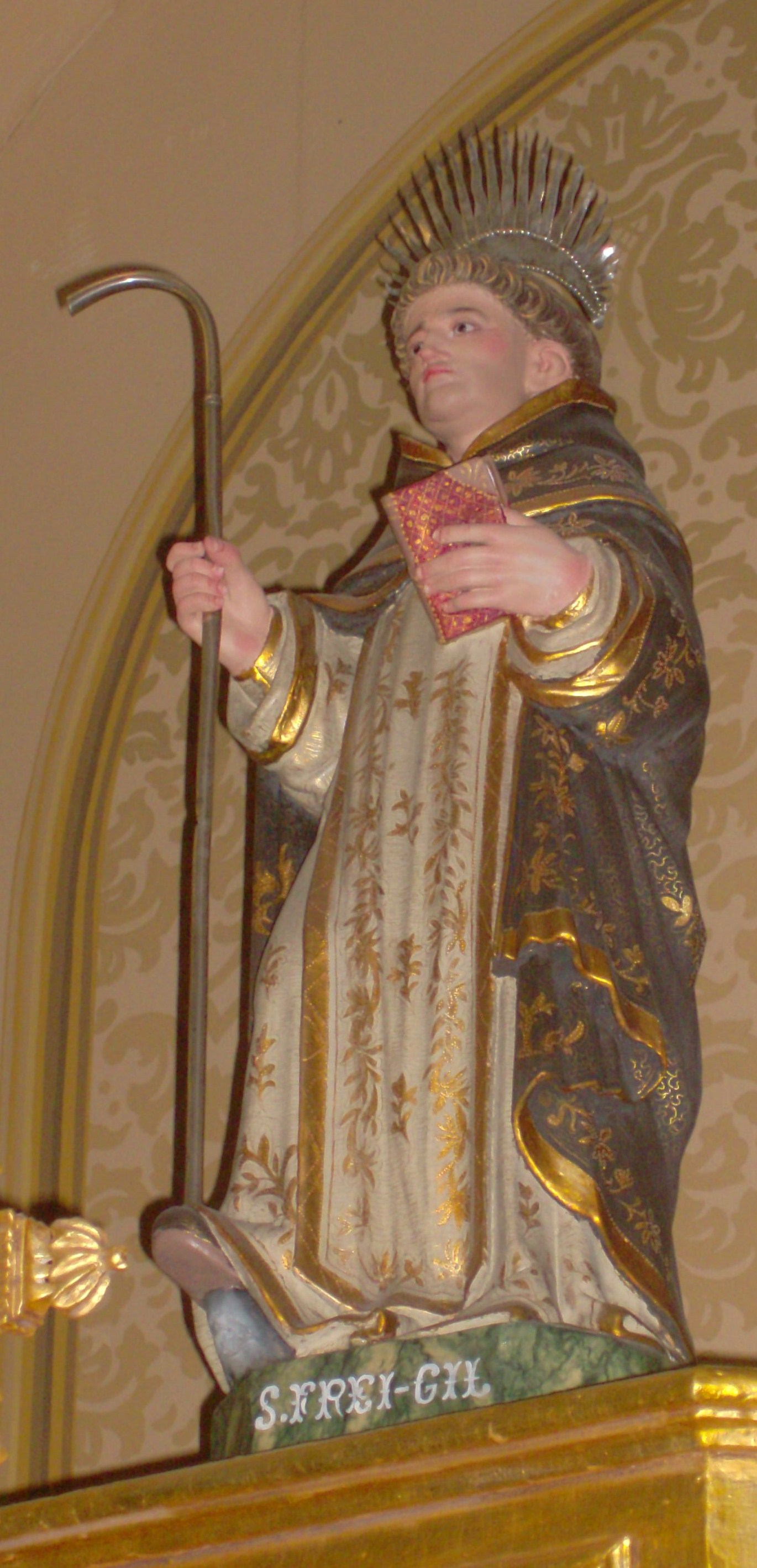
Der hl.Frei Gil stammte aus Vouzela

## Söhne und Töchter
- Frei Gil de Santarém (1190–1265), heiliggesprochener Mönch
- João Ramalho (1493–1580), jüdischer Abenteurer und Eroberer in Brasilien
- Simão Rodrigues (1510–1579), Mitbegründer des Jesuitenordens
- Amorim Girão (1895–1960), Geograph, Hochschullehrer der Universität Coimbra
- Filinto Ramalho (1917–2001), Geistlicher, Historiker und Autor
- Paulo Alexandre (* 1931), Sänger
- Luís Gomes (* 1971), Handballspieler
- Pedro Giestas (* 1972), Schauspieler und Synchronsprecher